# Wilhelm VII. (Auvergne)
Wilhelm VII., genannt der Jüngere († wohl 1169) war ab etwa 1145 ein Graf der Auvergne und Velay. Er war ein Sohn des Grafen Robert III. und dessen unbekannter Ehefrau.
Wilhelm VII. der Jüngere verlor um das Jahr 1155 den größten Teil seiner Herrschaft an seinen Onkel Wilhelm VIII. den Alten. Unter welchen Umständen dies geschah, ist nicht bekannt. Nach einer Theorie nahm Wilhelm der Jüngere mit seinem Vater am zweiten Kreuzzug teil, worauf während ihrer Abwesenheit Wilhelm der Ältere die Macht übernehmen konnte. Einer Alternative zufolge resultierte der Machtwechsel aus unterschiedlichen Positionen von Neffe und Onkel während des Konfliktes zwischen Heinrich Plantagenet, der als Herzog von Aquitanien der direkte Lehnsherr der Auvergne war, und König Ludwig VII. von Frankreich, ihrem indirekten Lehnsherren.
Wilhelm VII. der Jüngere konnte lediglich das Gebiet um den Monts Dore und das Tal des Allier halten, er nannte sich weiterhin „Graf der Auvergne“. Seine Nachkommen führten den Titel „Graf von Clermont“, werden aber allgemein Dauphines der Auvergne genannt.
Er war verheiratet mit Marquise d’Albon, einer Tochter des Grafen Guigues IV., des Delfins von Albon.
- Robert I. Dauphin († 22. März 1225), Graf von Clermont
- Ansalide, ⚭ Béraud IV., Sire de Mercœur († wohl 1200)